# Huracán Franklin (2023)
El huracán Franklin fue un poderoso huracán categoría 4 en el océano Atlántico que tocó tierra como tormenta tropical en República Dominicana a finales de agosto de 2023 y se convirtió en el huracán más fuerte registrado tan al norte en el Atlántico (29 °N). La séptima depresión, sexta tormenta nombrada, segundo huracán y primer gran huracán de la Temporada de huracanes del Atlántico de 2023, se originó a partir de una onda tropical que se fue organizando en el Caribe y se convirtió en la tormenta tropical Franklin el 20 de agosto. Con un movimiento muy lento y errático, Franklin tocó tierra en Barahona, República Dominicana tres días después como una tormenta tropical de intensidad media. Después de abandonar tierras dominicanas, el ciclón luchó por intensificarse y el 26 de agosto se convirtió en el segundo huracán de la temporada antes de convertirse en el primer gran huracán de la temporada dos días después. Alcanzó su intensidad máxima a las 00:00 UTC del 29 de agosto como un huracán de categoría 4 de alta gama con vientos máximos sostenidos de 240 km/h (150 mph) y una presión mínima central de 926 mbar. Poco después inició un ciclo de reemplazo de la pared del ojo, lo que hizo que se debilitara paulatinamente y finalmente pasó a ser un ciclón extratropical en la tarde del 1 de septiembre.
Franklin trajo fuertes lluvias y vientos que causaron daños a edificios, casas y postes de luz. Se reportaron dos muertes en la República Dominicana y al menos 350 personas fueron desplazadas y más de 500 viviendas y 2.500 carreteras resultaron afectadas o dañadas. Varias comunidades en el país quedaron aisladas, casi 350.000 hogares quedaron sin electricidad y 1,6 millones de hogares adicionales quedaron sin agua potable. El huracán dejó daños en aproximadamente $90 millones USD en República Dominicana

## Historia Meteorológica

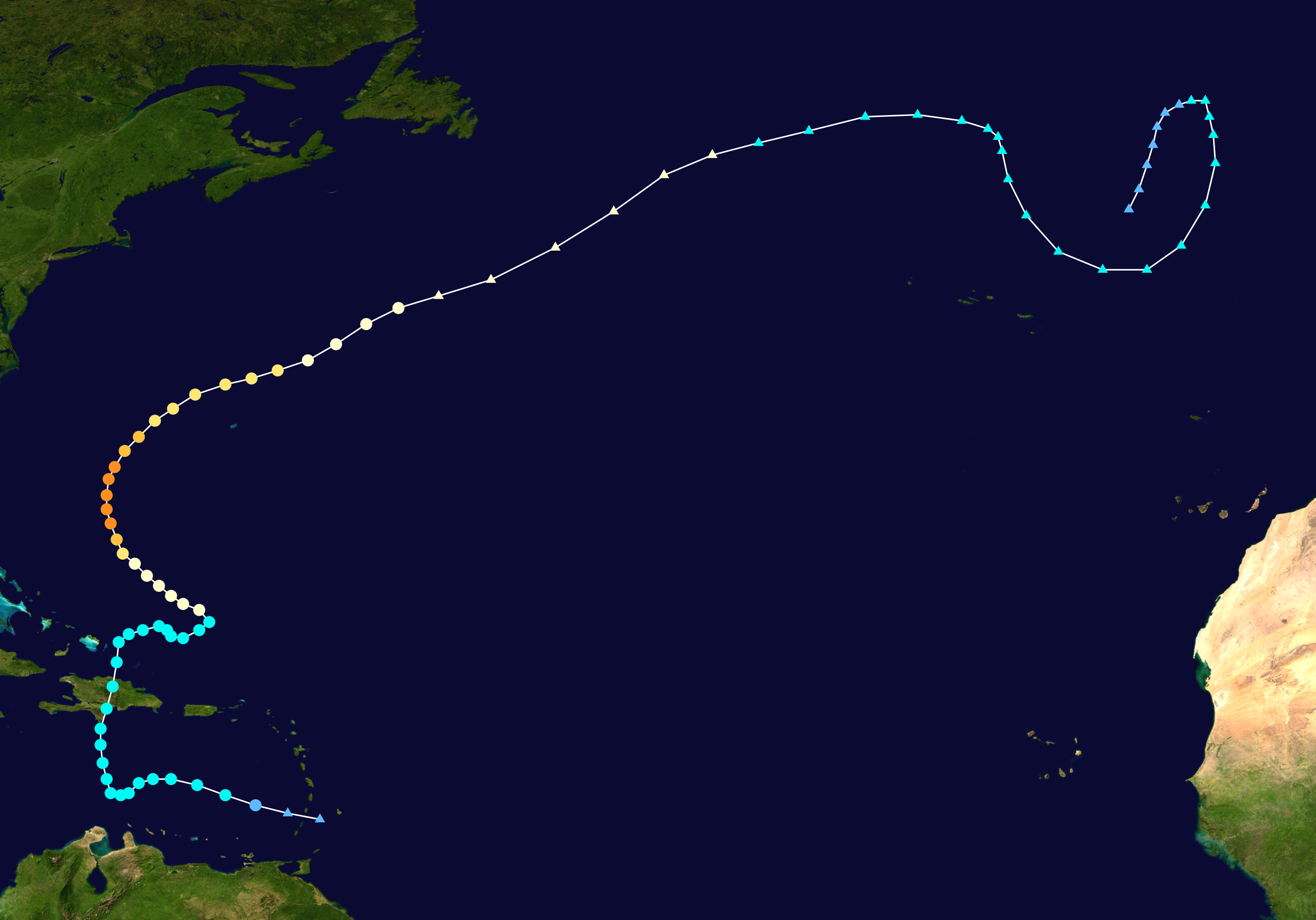
Mapa que traza la trayectoria y la intensidad de la tormenta, según la escala Saffir-Simpson

El 17 de agosto, el Centro Nacional de Huracanes (NHC) notó la posibilidad de la formación de una perturbación en la parte posterior de una vaguada de baja presión mientras se dirigía hacia el oeste, hacia las Islas de Barlovento. Un área de baja presión se formó el 19 de agosto al este de esas islas, y el 20 de agosto, el NHC designó el sistema como la Tormenta tropical Franklin sobre el Mar Caribe a unos 435 km (270 millas) al sur-sureste de la Isla Saona en la República Dominicana. Durante los siguientes días, Franklin se desvió a través de corrientes directivas débiles, mientras luchaba contra una cizalladura del viento moderada. Esto le dio al ciclón una apariencia desalineada con la mayor parte de la convección al este de su centro y el NHC dudó varias veces que Franklin podría no haber tenido un centro de circulación bien definido el 22 de agosto. A principios del 23 de agosto, la tormenta comenzó a moverse hacia el noroeste antes de girar hacia el norte, organizándose algo mejor, lo que le permitió intensificarse. Luego, alrededror de las 12:00 UTC de ese día, Franklin tocó tierra con vientos máximos sostenidos de 85 km/h (50 mph) y una presión de 1000 mbar al sur de Barahona, República Dominicana. La tormenta comenzó a debilitarse como resultado de la interacción con tierra dominicana durante nueve horas aproximadamente y emergió a las 21:00 UTC como tormenta tropical mínima en el Océano Atlántico donde encontró condiciones muy desfavorables durante 2 días que le permitieron intensificarse. Después de luchar con una fuerte cizalladura del oeste que dejaba muy expuesto su centro de circulación, Franklin entró en un entorno más favorable para el desarrollo el 25 de agosto y rápidamente se intensificó hasta convertirse en un huracán de categoría 1 en la mañana del 26 de agosto. Una mayor disminución de la cizalladura del viento junto con menos aire seco permitió que Franklin comenzara a intensificarse rápidamente, convirtiéndose en el primer gran huracán de la temporada a las 09:00 UTC del 28 de agosto. Franklin continuó intensificándose exclusivamente, convirtiéndose en un huracán de categoría 4 huracán apenas unas horas después. Franklin alcanzó su intensidad máxima alrededor de las 00:00 UTC del 29 de agosto con vientos máximos sostenidos de 240 km/h (150 mph) y una presión mínima de 926 mbar, y con esa presión se convirtió en el huracán del Atlántico más intenso desde Iota (917 mbar) en 2020 y en el más intenso del Atlántico más al norte registrado que cualquier otro (29 °N). Poco después, Franklin inició un ciclo de reemplazo de la pared del ojo, lo que provocó que comenzara a debilitarse lentamente. Esa tendencia continuó después de que se completó el ciclo cuando la cizalladura del viento procedente del Huracán Idalia aumentó sobre Franklin y, a las 09:00 UTC del 30 de agosto, se había debilitado hasta alcanzar la categoría 2. Más tarde ese día, Franklin giró hacia el este-noreste y pasó al norte de las Bermudas. Mientras lo hacía, la estructura del ojo de la tormenta comenzó a deteriorarse debido a la fuerte cizalladura del viento del norte. Luego, el 1 de septiembre, Franklin pasó a ser un ciclón extratropical a unos 1270 km (790 millas) al noreste de las Bermudas, con vientos equivalentes a Categoría 1 de 140 km/h (85 mph).

## Preparaciones e Impacto

### República DominicanaRepública Dominicana
Al momento de su formación se emitió un aviso de tormenta tropical para toda la costa sur de República Dominicana y el COE colocó las 32 provincias del país en alerta amarilla y verde de las cuales 24 pasaron a alerta roja más tarde. Se pronosticó que Franklin podría producir hasta 300 milímetros de lluvia en el país y hasta 1 metro (3 pies) de marejada ciclónica. El 21 de agosto se activó el Plan de Contingencia del Sector Agropecuario, en el que se dispuso el desplazamiento de brigadas y maquinarias pesadas hacia las zonas vulnerables que podían afectar la producción agrícola, avícola y ganadera. Los hospitales fueron reforzados, para garantizar asistencia a la población. Se desarrollaron acciones preventivas como la poda de árboles, identificación de áreas vulnerables, mantenimiento preventivo y limpieza de filtrantes, techos y desagües, levantamiento y remoción de escombros ligeros, etc.

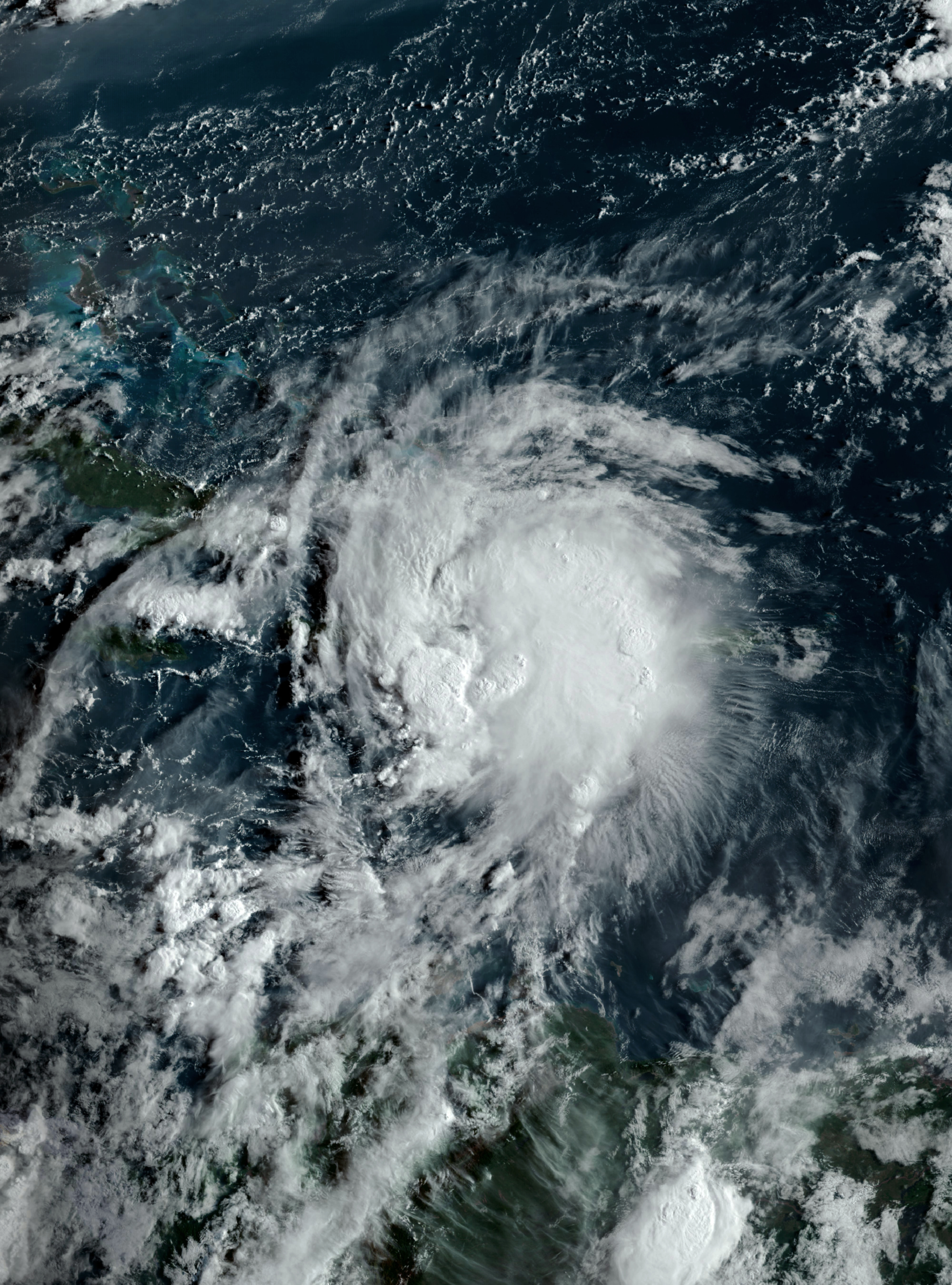
Franklin tocando tierra como tormenta tropical en República Dominicana el 23 de agosto.

Se activó el Comité de Prevención, Mitigación y Respuesta ante Desastres del Distrito Nacional (PMR) compuesto por representantes del Cuerpo de Bomberos, la Defensa Civil, la Cruz Roja y diversos actores de los organismos de socorro. Se informó además que los equipos y personal de la Comisión Policial y Militar (COMIPOL), de Transportación y Equipos, Mantenimiento Vial, Supervisión y Fiscalización, Coordinación Regional, Programas Especiales, Peón Caminero, Departamento Médico, entre otros, estarían antes, durante y después del paso de la tormenta orientando a la ciudadanía y realizando acciones para amortiguar los daños que pudiera ocasionar y salvar vidas como consecuencia de la misma. Las autoridades cerraron las escuelas, oficinas gubernamentales, negocios y varios aeropuertos del país el 22 de agosto y el Ministerio de Obras Públicas anunció que desplegó 3.000 trabajadores a más de una decena de provincias para prepararse para la llegada de Franklin.
Franklin trajo fuertes lluvias y vientos, causando daños a edificios y viviendas, dejando a numerosas comunidades aisladas. Casi 350.000 hogares quedaron sin electricidad y 1,6 millones de hogares quedaron sin agua potable. Alrededor de 830.000 usuarios de acueductos se vieron afectados después de que cerca de 120 acueductos quedaran fuera de servicio. Santo Domingo registró 330,7 mm (13,02 pulgadas) de lluvia de Franklin. Al menos dos personas murieron en la inundación. Se estima que los daños agrícolas preliminares superaron los RD$1.000 millones ($17,6 millones). Los daños totales que reportó el gobierno ascendieron a RD$5,100 millones ($90 millones).

### HaitíHaití
Al momento de su formación se emitió una vigilancia de tormenta tropical para la costa sur haitiana. Se pronosticaron fuertes lluvias de hasta 25 centímetros (10 pulgadas), con hasta 38 centímetros (15 pulgadas) en áreas aisladas. También se pronosticaba una marejada de hasta 1 metro (3 pies). Se movilizaron equipos para ayudar a las personas desplazadas que viven en albergues o en la calle y se advirtió a la población que se abasteciera de agua, alimentos y medicamentos y que se mantuviera alejada del agua hasta el 24 de agosto, una vez que pasara la tormenta. El Programa Mundial de Alimentos (PMA) de las Naciones Unidas (ONU) informó el 22 de agosto que sus equipos de respuesta en República Dominicana y Haití preparaban asistencia de emergencia y reservas de alimentos para las comunidades más vulnerables en el trayecto de la tormenta e indicó que estaba listo para ayudar a evaluar el impacto de Franklin en ambos países. En Haití se indicó que se había preposicionado 120 toneladas de alimentos en una base de operaciones para su posible uso en el área metropolitana de Puerto Príncipe y Cabo Haitiano los cuáles podían ayudar hasta a 100 mil personas en el país.

### Puerto RicoPuerto Rico
Los impactos en Puerto Rico no fueron tan severos. Entre la noche del 25 y la madrugada del 26 de agosto, fuertes precipitaciones de hasta 4 pulgadas y descargas eléctricas afectaron el sur, sureste y este de la isla como consecuencia de las bandas exteriores de Franklin.

### BermudasBermudas
Se cancelaron varios vuelos con destino a las Bermudas. Franklin trajo vientos con fuerza de tormenta tropical a la costa norte de la isla el 30 de agosto, provocando cortes de energía dispersos en 300 residencias. Varias rutas de cruceros en barco que partían hacia las Bermudas se vieron afectadas debido a Franklin.